# 200 Motels (film)
200 Motels è un film del 1971 diretto da Tony Palmer con il polistrumentista e compositore Frank Zappa.
Il protagonista di questo film musicale è Ringo Starr nella parte di Larry "il nano", l'alter ego sullo schermo dello stesso Zappa.
Si tratta di un curioso esperimento cinematografico che esplora la correlazione tra musica rock e musica classica in una sorta di "documentario surreale" sulle groupie e sullo stile di vita rock and roll. Con la partecipazione di Frank Zappa, delle Mothers of Invention, e della Royal Philharmonic Orchestra, il film venne prodotto nei Pinewood Studios, in Inghilterra. Il regista Tony Palmer è affiancato da Frank Zappa, mentre Howard Kaylan, Mark Volman, e Jeff Simmons contribuiscono per alcune scene.
Il cast, oltre a Ringo Starr, comprende Theodore Bikel e Keith Moon (nei panni di una suora!). Frank Zappa appare solo brevemente nel corso del film, e solo nelle vesti di musicista. Il personaggio di Larry "il nano" (che è convinto di essere Zappa) è interpretato da Ringo Starr truccato per assomigliare a Frank Zappa. Un doppio album contenente la colonna sonora del film fu pubblicato lo stesso anno.

## Trama
Si narra la vita "on the road" di un musicista rock alla fine del ventesimo secolo, con osservazioni e commenti satirici circa il surreale stato culturale e politico dell'America all'epoca delle riprese del film.

## Produzione
La pellicola non ha una trama lineare facile da seguire, è piuttosto costituito da diverse scenette più o meno comiche e surreali e numeri musicali. Secondo quanto affermato da Zappa, solo un terzo del copione originale fu effettivamente girato. Il regista, svariati attori e un membro della band lasciarono il film a metà delle riprese. Ciò comportò alcuni cambi radicali alla trama del film all'ultimo minuto.